# ブレイデン・モンゴメリー
ブレイデン・エイブラハム・モンゴメリー（Braden Abraham Montgomery, 2003年4月26日 - ）は、アメリカ合衆国アイオワ州デモイン出身のプロ野球選手（外野手）。右投両打。MLBのシカゴ・ホワイトソックス傘下所属。

## 経歴

### プロ入り前
スタンフォード大学に進学し、1年目の2022年から外野のレギュラーに定着。救援投手も兼任した。62試合に出場して打率.294、18本塁打、57打点を記録し、大学野球アメリカ合衆国代表に選出された。
2024年からテキサスA&M大学に転校。同年は61試合に出場して打率.322、27本塁打、85打点を記録した。

### プロ入りとホワイトソックス傘下時代
2024年のMLBドラフト1巡目（全体12位）でボストン・レッドソックスから指名されプロ入り。この年は傘下のマイナーチームで試合に出場しなかった。その後、オフの12月11日にギャレット・クロシェとのトレードで、カイル・ティール、ウィケルマン・ゴンザレス、チェイス・メイドロスと共にシカゴ・ホワイトソックスへ移籍した。

## 詳細情報

### 代表歴
- 2023年 第44回日米大学野球選手権大会 アメリカ合衆国代表